# Pellegrino Aretusi

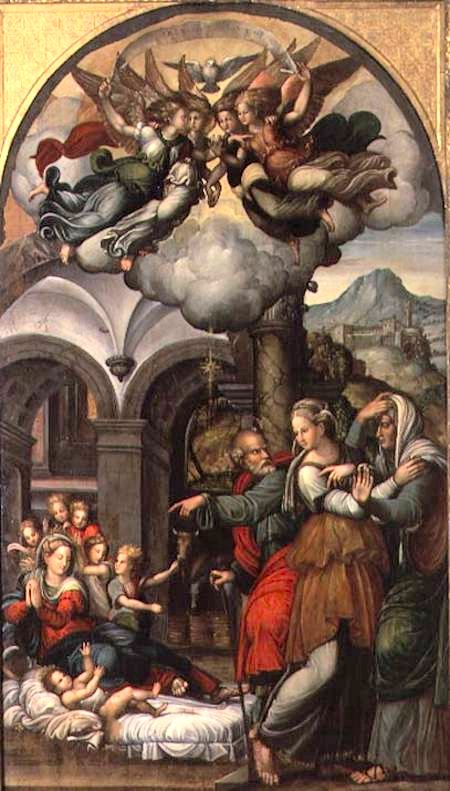
Natività con le due ostetriche, olio su tela di Pellegrino Aretusi, Galleria Estense, Modena

Pellegrino Aretusi, noto anche come Pellegrino da Modena e Pellegrino Munari, (Modena, 1460 circa – 1523), è stato un pittore italiano.

## Biografia
Studiò pittura nella bottega del padre Giovanni Munari o, più verosimilmente, guardando a Francesco Bianchi Ferrari (il più noto pittore modenese della generazione precedente). Intorno al 1509 si trasferì a Roma, al seguito di Raffaello, contribuendo in particolare alla realizzazione delle Logge Vaticane, tra il 1516 e il 1519. Gli vennero commissionati degli affreschi da realizzare nelle chiese di Sant'Eustachio e di Nostra Signora del Sacro Cuore, entrambe a Roma. Il pittore emiliano, rientrato a Modena dopo la morte di Raffaello (il 6 aprile del 1520), compì “nel giro di una decina di anni […] una piena rivoluzione mentale”, dimenticandosi quasi del linguaggio appreso in patria e dimostrando invece di aver compreso a pieno quello raffaellesco, che contribuì a diffondere nella città emiliana almeno fino alla morte, nel novembre del 1523, quando secondo Giorgio Vasari venne assassinato dai parenti di un giovane che era stato ucciso da suo figlio.